# Jesse Cook
Jesse Arnaud Cook là một nhạc sĩ guitar người Canada, nhà soạn nhạc và sản xuất nhạc. Ông được xem là một trong những nhân vật có nhiều ảnh hưởng nhất với loại nhạc nuevo flamenco, ông hay phối hợp những âm điệu của nhạc flamenco rumba, jazz và nhiều loại nhạc world music vào trong các tác phẩm của mình. Jesse Cook đã đoạt được giải Juno, huy chương bạc giải lựa chọn của những người chơi nhạc của Acoustic Guitar (magazine) trong nội dung Flamenco, và đã 3 lần đoạt giải Smooth Jazz Canada cho nhạc sĩ guitar trong năm. Ông ta cũng thâu dĩa qua các hãng EMI, E1 Music và Narada mà đã bán được trên 1.5 dĩa trên toàn thế giới.

## Tiểu sử
Jesse Cook sinh tại Paris vào ngày 28 tháng 11 năm 1964, là con của nhiếp ảnh gia và nhà làm phim John Cook và giám đốc truyền hình và nhà sản xuất Heather Cook, và cũng là cháu của nghệ sĩ Arnaud Maggs, Jesse Cook khi còn nhỏ di chuyển giữa Paris, miền Nam nước Pháp và Barcelona. Khi còn tập tành đi, anh ta đã mê cây đàn guitar và đã cố gắng bắt chước giả âm điệu, nghe từ dĩa nhạc của cha mẹ, nhạc của nhạc sĩ Manitas de Plata, một người nổi tiếng chơi đàn guitar Gypsy từ vùng Camargue, miền Nam nước Pháp.

## Đĩa nhạc
| Bản nhạc                                        | Chi tiết                           | Chứng nhận      | Đề cử/Giải thưởng                                                                  |
| ----------------------------------------------- | ---------------------------------- | --------------- | ---------------------------------------------------------------------------------- |
| Tempest                                         | 1995 - Narada                      |                 |                                                                                    |
| Gravity                                         | 1996 - Narada                      | Gold            | Đề cử Juno Awards - Best Global Album                                              |
| Vertigo                                         | 1998 - Narada                      | Gold            | Đề cử Juno Awards - Best Instrumental Album and Best Global Album                  |
| Free Fall                                       | 2000 - Narada                      | Gold & Platinum | Được Juno Award for Best Instrumental Album - Đề cử Juno Award - Best Global Album |
| Nomad                                           | 2003 - Narada                      | Gold            | Đề cử Juno Award - World Music Album of the Year                                   |
| Montreal (live album)                           | 2004 - Narada                      |                 |                                                                                    |
| The Ultimate Jesse Cook (compilation album)     | 2005 - Narada                      |                 |                                                                                    |
| Frontiers                                       | 2008 - EMI                         | Gold            | Đề cử Juno Award - World Music Album of the Year                                   |
| The Rumba Foundation                            | 2009 - EMI                         | Gold            | Đề cử - Juno Award - World Music Album of the Year                                 |
| Greatest Hits (compilation album)               | 2010                               |                 |                                                                                    |
| The Blue Guitar Sessions                        | 2012 - Universal Music Canada/eOne |                 |                                                                                    |
| One World                                       | 2015 - eOne                        |                 |                                                                                    |
| Tựa Video Album                                 | Chi tiết                           | Chứng nhận      | Đề cử/Giải thưởng                                                                  |
| One Night at the Metropolis                     | 2007 DVD - EMI                     | Platinum        | DVD Đề cử Juno Award - Music DVD of the Year                                       |
| The Rumba Foundation                            | 2009 DVD - EMI                     |                 |                                                                                    |
| Jesse Cook: Live in Concert                     | 2012 DVD                           |                 |                                                                                    |
| Jesse Cook: Live at the Bathurst Street Theatre | 2013 DVD                           |                 |                                                                                    |